# Dinjapyx
Dinjapyx és un gènere d'hexàpodes de l'ordre Diplura. És l'únic gènere de la família dinjapígids (Dinjapygidae).

## Taxonomia
El gènere Dinjapyx té sis espècies reconegudes:
- Gènere Dinjapyx Silvestri, 1930
  - Dinjapyx barbatus Silvestri, 1930
  - Dinjapyx manni Silvestri, 1948
  - Dinjapyx marcusi Silvestri, 1948
  - Dinjapyx michelbacheri (Smith, 1959)
  - Dinjapyx rossi (Smith, 1959)
  - Dinjapyx weyrauchi González, 1964